# Gone Home
Gone Home est un jeu vidéo d'aventure développé par The Fullbright Company. Le jeu est sorti le 15 août 2013 sur Windows, OS X et Linux, le 12 février 2016 sur PlayStation 4 et Xbox One et le 6 septembre 2018 sur Nintendo Switch.
L'histoire se situe en juin 1995 dans une maison de la région Nord-Ouest Pacifique, avec une jeune femme qui revient après un voyage à l'étranger. Sa famille étant absente du domicile, le joueur fait avancer l'histoire en explorant celui-ci.
Selon les prix remis chaque année par IGN, Gone Home est le « meilleur jeu PC » 2013, la « meilleure histoire » 2013 et le « meilleur jeu d'aventure » 2013.

## Histoire
Le 7 juin 1995, Kaitlin Greenbiar une jeune femme de 21 ans rentre chez elle au manoir familial situé à Arbor Hill dans l'Oregon.

## Système de jeu

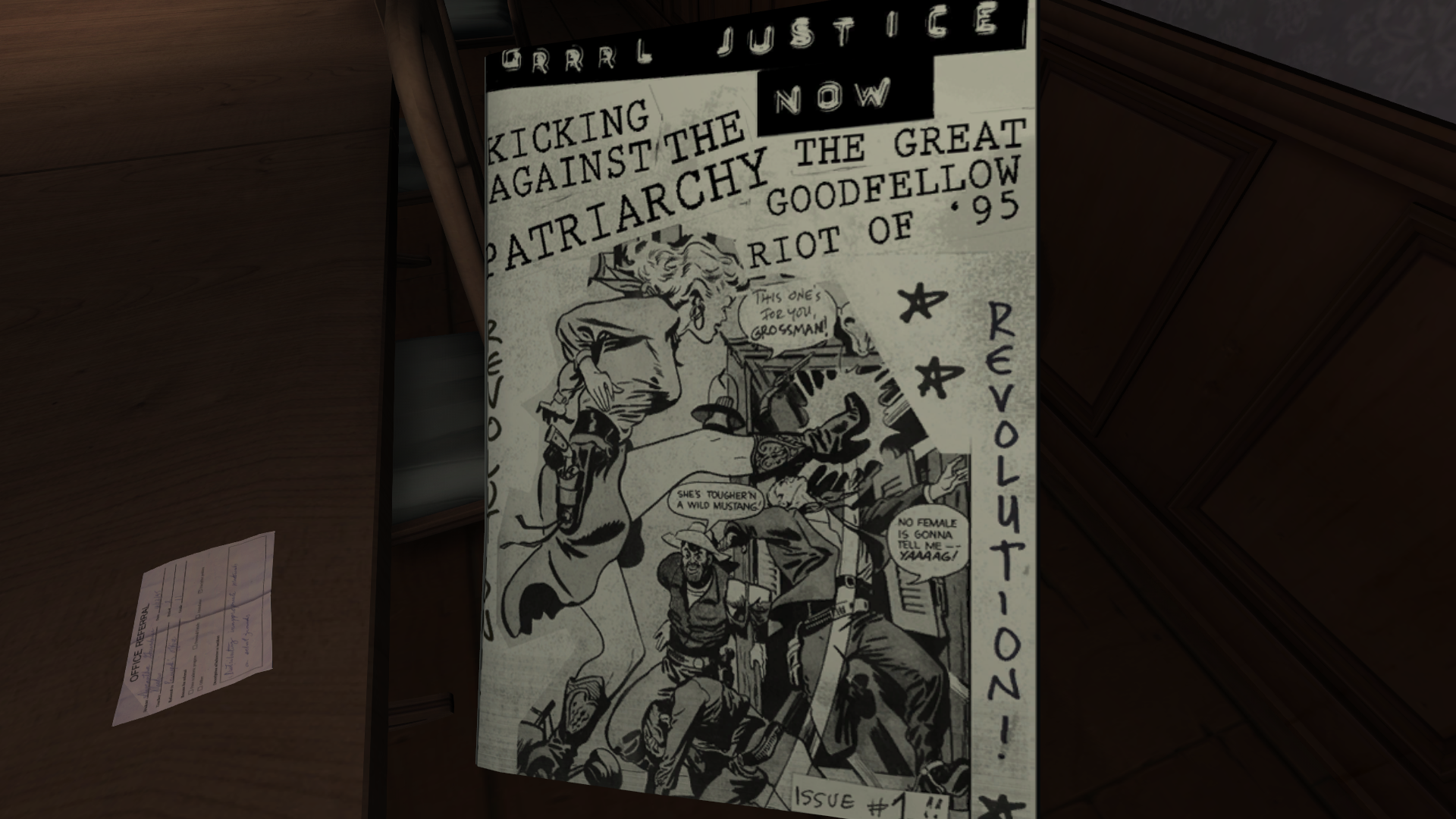
Le joueur part à la recherche de différents objets afin de comprendre l'histoire du jeu.

Le joueur incarne le personnage de Kaitlin en vue à la première personne, utilisant la souris pour visualiser les différents objets présents dans le jeu et le clavier pour se déplacer.
Il n'y a pas d'objectifs fixés et l'interactivité se limite à la recherche d'objets se situant dans la maison. Le joueur trouve des objets qui lui permettent d'accéder à de nouvelles zones où le joueur pourra continuer de fouiller. Le jeu ne comportant pas de but et se déroulant plutôt comme une histoire interactive, sa durée de vie dépend du bon vouloir du joueur. Un joueur peu intéressé à l'histoire se dépêchera d'aller de pièces en pièces afin d'atteindre les crédits rapidement alors qu'un joueur pris par l'aventure lira chaque mot griffonné sur les murs, jouera avec le décor, etc. Le jeu comporte en réalité peu d’intérêt dans le premier cas. Ainsi, la plupart des éléments du décor ne sont pas techniquement utiles à la progression du jeu (ce dernier pouvant être fini avec pas plus de huit interactions au total) mais bien à la progression de l'histoire, de l'univers.

## Ventes
Le 25 septembre 2014 l'équipe a annoncé sur le compte Twitter qu'à la suite de l'intégration du jeu à un Bundle, celui-ci venait de dépasser les 700 000 ventes